# География Пензенской области
Пензенская область расположена между 42° и 47° восточной долготы и между 54° и 52° северной широты.
- Протяжённость с запада на восток — 330 км.
- Протяжённость с севера на юг — 204 км.
- Площадь — 43,4 тыс. км²[1].
- Самая высокая точка на территории — 342,037 м над уровнем моря.
- Самая низкая точка на территории — 97.6 м над уровнем моря.

## Географическое положение
Географический центр Пензенской области имеет координаты 53°10’северной широты и 44°34’ восточной долготы. Находится в 26 км к западу от Пензы, между селами Дубенское и Загоскино.
Пензенская область лежит в умеренном географическом поясе, на стыке лесной, лесостепной и степной природных зон. Относится к регионам с наиболее благоприятным сочетанием природных условий — равнинный рельеф, умеренно жаркое лето, умеренно холодная зима, низкая заболоченность, сравнительно высокая лесистость. Чернозёмные почвы являются преобладающими на территории области — 67,5 % земельной площади (по другим данным — 50,7 %). Наиболее распространены выщелоченные чернозёмы, в меньшей степени — оподзоленные и типичные. Мощные чернозёмы с толщиной гумусного слоя 80—100 см двух степных участков — Попереченского и Островцовского — являются эталонными для данного типа почв и предложены для внесения в Красную Книгу почв России. Значительные площади на севере и северо-востоке занимают серые лесные почвы (14,5 %).
Рельеф поверхности — равнинный, слегка всхолмленный. Обширную часть территории занимают западные склоны Приволжской возвышенности. Возвышенность Сурская Шишка, вопреки распространённому мнению, не является самой высокой в Пензенской области. Самая высокая точка имеет отметку 342,037 метра над уровнем моря, принадлежит северным отрогам Хвалынской гряды и находится в 5 км к северо-востоку от села Комаровка Кузнецкого района. Крайний запад области принадлежит восточной окраине Окско-Донской равнины.
Территория Пензенской области располагается на докембрийской платформе, образованной 2—2,5 миллиарда лет назад.
Представляет интерес богатый комплекс окаменелостей в обнажениях меловой системы: раковины двустворчатых моллюсков, части внутреннего скелета головоногих моллюсков — ростры (сигарообразной формы, в народе называемые «Чёртовы пальцы»), иглы и минерализированные слепки панциря морских ежей, части скелета водных пресмыкающихся и другие окаменелости.
В ледниковых отложениях обнаружены части скелетов вымерших млекопитающих: мамонта (семейство слоновых) и шерстистого носорога (семейство непарнокопытных).

## Гидрография

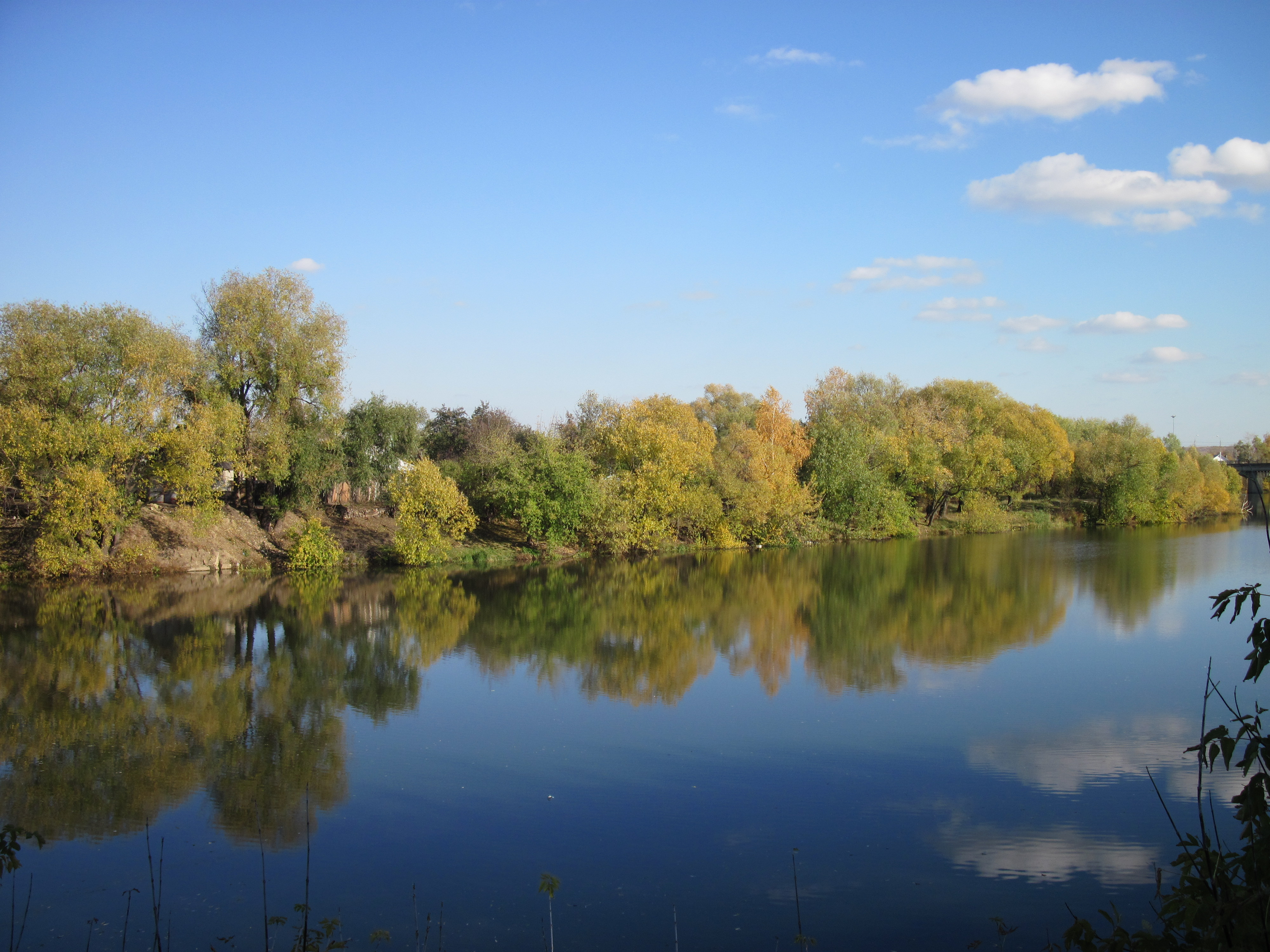
Река Сура в Пензе

В области насчитывается свыше 3000 рек и ручьёв общей протяжённостью 15 458 км. Речной сток ориентировочно оценивается в 5—5,5 км³. Наиболее крупные из рек — Сура, Мокша — относятся к бессточному бассейну Каспийского моря (река Волга); Хопёр, Ворона (водосборный бассейн реки Дон). Река Пенза, приток Суры, дала название областному центру. Одно из уникальнейших природных явлений Пензенской области — истоки реки Хопёр, берущие своё начало из чистейших родников. Часть озёр взята под охрану как памятник природы. На территории области насчитывается около 1500—2000 родников, самый известный из них — «Кувака» в одноимённом селе. Часть родников взята под охрану как памятник природы, многие причислены к святым источникам. Кроме того, в области большую площадь занимают искусственные водоёмы, в том числе, наиболее значительные из них — водохранилища; Сурское (Сурское море) и Вадинское.
Водные памятники природы:
- Озера: «Чкаловское», «Боровое», «Большое», «Моховое», «Царьковское», «Озера Лесные», «Шевокал».
- Родники: «Живой», «Часовня», «Большой», «Животворный», «Ключевский».
- Болота: «Клюквенное болото», «Никольское болото».
- Пруды: «Чистые пруды», «Орловский».

## Климат
Климат умеренно континентальный.
| Показатель                    | Янв.  | Фев.  | Март  | Апр. | Май  | Июнь | Июль | Авг. | Сен. | Окт.  | Нояб. | Дек.  | Год  |
| ----------------------------- | ----- | ----- | ----- | ---- | ---- | ---- | ---- | ---- | ---- | ----- | ----- | ----- | ---- |
| Абсолютный максимум, °C       | 6,0   | 6,0   | 17,0  | 31,1 | 35,4 | 37,4 | 40,0 | 41,0 | 34,8 | 25,0  | 15,0  | 8,0   | 41,0 |
| Средний суточный максимум, °C | −5,7  | −5,4  | 0,4   | 12,1 | 20,7 | 24,5 | 26,4 | 24,6 | 18,1 | 9,7   | 0,6   | −4,6  | 10,1 |
| Средняя температура, °C       | −8,9  | −9,3  | −3,8  | 6,5  | 13,9 | 18,0 | 19,9 | 17,9 | 12,1 | 5,4   | −2,3  | −7,6  | 5,2  |
| Средний суточный минимум, °C  | −12,1 | −12,8 | −7,5  | 1,5  | 7,5  | 12,0 | 13,8 | 12,0 | 7,2  | 1,9   | −4,7  | −10,5 | 0,7  |
| Абсолютный минимум, °C        | −39   | −40   | −31,1 | −20  | −5,8 | −2,2 | 2,0  | 0,0  | −6,1 | −17,2 | −31,1 | −40   | −45  |
| Норма осадков, мм             | 34    | 28    | 32    | 33   | 41   | 63   | 59   | 50   | 52   | 46    | 45    | 38    | 521  |
| Источник: Погода и Климат     |       |       |       |      |      |      |      |      |      |       |       |       |      |

Самым неустойчивым элементом климата являются осадки. Годовое количество осадков в области колеблется в пределах 450—500 мм, в засушливые годы понижается до 350 мм, а во влажные годы повышается до 775 мм. Характерны весенние засухи, а также нередки летние и осенние засухи.
| вид осадков | янв | фев | мар | апр | май | июн | июл | авг | сен | окт | ноя | дек | год |
| ----------- | --- | --- | --- | --- | --- | --- | --- | --- | --- | --- | --- | --- | --- |
| твёрдые     | 18  | 15  | 10  | 1   | 0,1 | 0   | 0   | 0   | 0,1 | 2   | 9   | 16  | 71  |
| смешанные   | 6   | 4   | 5   | 2   | 1   | 0   | 0   | 0   | 0,1 | 3   | 6   | 7   | 32  |
| жидкие      | 1   | 1   | 2   | 9   | 13  | 16  | 15  | 14  | 14  | 13  | 6   | 2   | 107 |

| янв | фев | мар | апр | май | июн | июл | авг | сен | окт | ноя | дек | год |
| --- | --- | --- | --- | --- | --- | --- | --- | --- | --- | --- | --- | --- |
| 85  | 83  | 80  | 68  | 59  | 67  | 70  | 70  | 73  | 80  | 86  | 86  | 76  |

|           | янв | фев | мар | апр | май | июн | июл | авг | сен | окт | ноя | дек | год |
| --------- | --- | --- | --- | --- | --- | --- | --- | --- | --- | --- | --- | --- | --- |
| ясных     | 5   | 9   | 14  | 16  | 17  | 13  | 15  | 17  | 15  | 10  | 5   | 6   | 142 |
| облачных  | 12  | 11  | 12  | 11  | 13  | 16  | 16  | 13  | 13  | 14  | 10  | 10  | 151 |
| пасмурных | 14  | 8   | 5   | 3   | 1   | 1   | 0   | 1   | 2   | 7   | 15  | 15  | 72  |

| янв | фев | мар | апр | май | июн | июл | авг | сен | окт | ноя | дек | год |
| --- | --- | --- | --- | --- | --- | --- | --- | --- | --- | --- | --- | --- |
| 4,9 | 4,8 | 4,6 | 4,3 | 4,1 | 3,6 | 3,1 | 3,3 | 3,8 | 4,4 | 4,7 | 4,7 | 4,2 |

## Охрана природы
Государственный заповедник «Приволжская лесостепь». Общая площадь заповедника 8373 га. Содержит уникальные для лесостепной зоны мощные чернозёмы, нигде больше в Европе не сохранившиеся степные растительные комплексы. Отличается необычной флористической насыщенностью, наличием редких, занесённых в Красную книгу, видов растений и животных. На его территории произрастают более 860 видов сосудистых растений, более 100 видов лишайников, более 70 видов мохообразных и около 120 видов грибов.
Государственные природные заказники (зоологические). Заказники организованы для сохранения и восстановления животных и птиц. На 01.06.2000 г. их выделено 15 на общей площади 106,6 тысяч га (Адамовский, Барабановский, Белинский, Демкинский, Земетчинский, Кададинский, Камзольский, Кондольский, Кузнецкий, Ломовский, Малосердобинский, Мокшанский, Нижнеломовский, Пензенский, Сосновоборский).
Дендрологические парки и ботанические сады:
- Пензенский ботанический сад имени И. И. Спрыгина (г. Пенза)[6].
- Ахунский дендрологический парк. 17,0 га.
- Дендрарий лесничества имени профессора Г. Ф. Морозова. 160,0 га.
- Дендроучасток Барабановского лесничества. 3,0 га.
- Дендроучасток в посёлке Сура. 2,5 га.

Ботанические памятники природы, географические культуры и памятные посадки — это отдельные биологические объекты, имеющие значение для науки, образования, культуры, охраны природы, для воспитания бережного отношения к природе: Хопёрский бор, Урочище Шугай, Кувшиновский лес, Мельничный бор, Саловский сосновый бор, Никольский бор, «Овраг смерти», Культуры сосны веймутовой, Оболенский сад, Памятные посадки кедра, Большевьясский лес (сосна), Ломовские моховые болота, Ключевой бор, Степь «Большая Ендова», Пещера рукокрылых, Дуб-великан, Лесной массив «Пестровский», Ахунский сосновый бор, Арбековский лес (дубрава), Ардымский шихан, Еленские степи, Зареченский лес, Засурский бор-черничник, Золотарёвский сосновый бор, Ольшанские склоны, Плантации ирги и чёрного боярышника, Присурская дубрава, Сосны-великаны, Шнаевская ясеневая дубрава, Бор-беломошник, Двойчатый дуб, Кедровая роща, Красный маар,

## Флора
Естественная растительность сохранилась примерно на трети территории Пензенской области; леса занимают почти 20 % её площади. Значение лесов не столько промышленное, сколько водоохранное, почвозащитное и рекреационное. Степи в основном распаханы.
На территории Пензенской области насчитывается около 1500 видов высших растений.
В список редких и исчезающих видов Красной книги Пензенской области занесены 156 видов сосудистых растений и 40 видов грибов, в том числе:
- Ковыли: красивейший (очень редкий), перистый, опушеннолистный, Залесского.
- Ятрышник шлемовидный, ятрышник обожженный (очень редкий), Венерин башмачок настоящий, пыльцеголовник красный, лосняк Лёзеля (очень редкий), неоттианта клобучковая.
- Рябчик русский, головчатка Литвинова, водяной орех плавающий (чилим).
- Ветреничка алтайская, эфедра двуколосковая, толокнянка обыкновенная

На территории заповедника «Приволжская лесостепь» произрастает более 860 видов сосудистых растений (свыше 55 % видового состава флоры Пензенской области и 40 % флоры Среднего Поволжья), 108 видов лишайников, 72 вида мохообразных и 119 видов грибов.

## Фауна
В пределах области обитают 316 видов позвоночных животных, в том числе:
- Около 10 видов земноводных;
- Около 200 видов птиц; орёл, ястреб, свиристель и т. д.
- Около 8 видов пресмыкающихся;
- Около 68 видов млекопитающих (лисица, заяц, хорь, барсук, белка);

В области было акклиматизировано 7 видов животных: американская норка, ондатра, енотовидная собака, кабан, косуля сибирская, благородный и пятнистый олени. Параллельно велись работы по реакклиматизации степного сурка, бобра и выхухоли.
В водоемах Пензенской области насчитывается около 50 видов рыб. В самом крупном — Сурском водохранилище — около 30 видов. К промысловым видам относятся: лещ, судак, густера, язь, сом. В реках и малых водоёмах области — плотва, окунь, карась, карп, щука. Наиболее ценной рыбой, обитающей в естественных водоёмах, является стерлядь. Она встречается единично и занесена в Красную книгу Пензенской области.
Всего в Красную книгу области занесено 10 видов рыб.

## Полезные ископаемые
Минерально-сырьевая база области состоит, в большей части из сырья для строительной индустрии. На территории региона расположены месторождения глин, гипса, стекольных песков, мергеля и мела, крупнозернистых формовочных песков, а также небольшие скопления фосфоритов, пригодных для размола под фосфоритовую муку.
Среди нерудных полезных ископаемых — глины кирпично-черепичные, глины керамзитовые, пески строительные, камень строительный (доломиты, песчаники и опоки), карбонатные породы для производства извести (известняк и мел), песок для производства силикатного кирпича, песок стекольный, сырьё для производства цемента (мергель, мел, опока), диатомиты, пески глауконитовые, фосфориты, минеральные краски, тугоплавкие глины, бентонитовые глины, цеолитосодержащие породы.
На дне реки Мокши имеются залежи чёрного дуба, ценного поделочного материала, так как морёное дерево не подвержено процессу гниения. Залежи чёрного дуба также возможны в реках Сура (на протяжении 120 км), Вад, Хопёр (25 км) и Ворона (50 км).
Топливно-энергетические ресурсы — торф, нефть. На территории области выявлены проявления россыпных металлов (титан, цирконий) с промышленным содержанием от 30 до 90 кг/м3 породы.
По состоянию на 01.01.2009 г. на территории Пензенской области разведаны и утверждены запасы минеральных вод и рассолов на 9 участках месторождений минеральных вод. Используются санаториями «Хопровские зори», «Берёзовая роща», им. Володарского, «Нива», «Нижне-Липовский», «Надежда».